# Foggaret Ezzaouia
Foggaret Ezzoua (em árabe: فقارة الزوى) é uma comuna localizada na província de Tamanghasset, Argélia. Sua população estimada em 2008 era de 6 469 habitantes.